# Phyllopalpus batesii
Phyllopalpus batesii är en insektsart som beskrevs av Kirby, W.F. 1906. Phyllopalpus batesii ingår i släktet Phyllopalpus och familjen syrsor. Inga underarter finns listade i Catalogue of Life.